# Пиер Отшелника
Пиер Отшелника (известен на български и като Петър Пустинника) е духовник от Амиен, Пикардия. Той е сред основните агитатори за Първия кръстоносен поход, в който сам взима участие:с. 40.
- Петър Отшелник проповядва кръстоносните походи на хората, гравюра, авт.: Гюстав Доре
- Оцелелите поклонници на Пиер пристигат при Годфроа дьо Буйон, гравюра, авт.: Гюстав Доре